# Blarians
 Blarians  es una población y comuna francesa, en la región de Borgoña-Franco Condado, departamento de Doubs, en el distrito de Besançon y cantón de Baume-les-Dames.

## Demografía
| 26 | 35 | 39 | 57 | 47 | 42 |
| Para los censos de 1962 a 1999 la población legal corresponde a la población sin duplicidades (Fuente: INSEE [Consultar]) |    |    |    |    |    |

## Geografía
Blarians se encuentra a 20 km al noreste de la ciudad de Besançon, en el este del país. El área municipal cubre .89 km², con el Río Ognon en tres lados (al norte, oeste y sur). El punto más alto alcanza 267 m.